# 천국으로 가는 여행
천국으로 가는 여행(A Little Trip to Heaven)은 2005년 개봉한 아이슬란드, 미국의 영화이다.

## 줄거리
오프닝 크레딧 전에, 최근 남편을 잃은 미망인이 생명보험 사무실에 앉아있다. 남편의 사망에 대한 보상을 기대하고 있던 미망인은 보험 회사가 남편이 흡연하는 영상을 입수하여 그의 죽음을 담배 탓으로 돌리기 때문에 완전한 사망 보험금을 받을 자격이 없다는 통보를 받는다. 에이브 홀트가 그의 동료가 미망인에게 기대했던 보상금의 아주 작은 일부라도 받고 나가는 것이 다행이라고 설득하는 것을 지켜본다.
영화는 영화 초반에 순서대로 공개되는 세 가지 차량 충돌 사고를 중심으로 전개된다. 첫 번째는 젊은 커플이 컨버터블의 열린 지붕을 통해 날아가는 장면으로, 차가 절벽 위로 날아갔다. 그들은 해변으로 헤엄쳐 가는데, 거기서 여자가 파이프로 남자 승객의 다리를 때린다. 두 번째는 시내 버스와 보험 조사원 에이브 홀트가 관련된 사고로, 홀트는 많은 승객들이 사고 후 버스에 탑승하여 보험금을 청구하려 한다는 의심을 품고 현장에 도착했다. 홀트는 숨겨진 카메라가 누가 실제로 버스에 탑승했는지 가려내는 데 도움이 될 것이라고 허풍을 떤다. 많은 사람들이 떠나고, 그의 동료는 그들의 회사가 미네소타주의 외딴 황량한 노스 헤이스팅스 마을에서 발생한 충돌 사고를 조사하기를 원한다고 재빨리 말한다.
세 번째 사고는 익명의 젊은 남자가 지역 술집에 들른 후 비오는 밤 길가에 좌초된 사건이다. 그는 이전에 그의 가스 탱크를 비운 운전자로부터 태워달라는 요청을 받아들이고, 그 운전자는 터널 벽으로 차를 가속시켜 사고로 그의 승객을 다치게 한다. 익명의 남자는 앞좌석으로 끌려가 벨트를 맨 후, 사이펀으로 뽑아낸 휘발유가 차에 뿌려지고 불이 붙는다. 그러나 나중에 사고를 발견한 사람들에게는 실제 운전자 켈빈 앤더슨이 자신의 차를 터널 벽에 충돌시켜 그의 시신이 알아볼 수 없을 정도로 불에 탄 화재를 일으킨 것처럼 보인다. 지역 경찰은 글러브 박스에서 켈빈의 운전면허증이 발견되었고, 차에 있는 번호판이 켈빈의 것과 일치하며, 켈빈의 여동생 이솔드가 터널 건너편에 살고 있기 때문에 이 사건을 단순한 사건으로 확신한다.
그러나 홀트는 시신은 편리하게 식별 불가능하지만, 면허증은 손상되지 않았고, 100만 달러 보험금의 유일한 수혜자인 이솔드는 불안해하며 오빠의 방문을 예상하지 못했다는 점에서 의심을 품는다. 이솔드의 남편 "프레드" 맥브라이드(제러미 레너)는 예상외로 쾌활하고 모호하게 위협적이어서 홀트에게 이 사건에 더 많은 것이 있음을 확신시킨다. 사건을 조사하면서 홀트는 선도적인 단서들을 발견한다: 프레더릭 맥브라이드는 실제로 죽어 버려진 맥브라이드 집 밖의 들판에 묻혀 있고, 죽었다고 알려진 켈빈은 사기꾼으로서의 전과가 있다. 가장 설득력 있는 증거는 그의 범죄 기록과 고등학교에서 찍은 켈빈의 사진인데, 그가 "프레드"처럼 보이는 것을 보여준다. 홀트는 결국 차 사고에서 발견된 불에 탄 시신이 켈빈의 것이 아니며, 이솔드의 "남편"이 실제로는 그녀의 오빠 켈빈임을 확인한다. 플래시백은 영화 초반에 보였던 컨버터블의 커플이 이솔드와 켈빈이었으며, 보험금을 위해 그들의 차와 켈빈의 다리를 망가뜨렸음을 보여준다.
이솔드는 오빠가 무고한 부랑자를 살해했다는 사실을 깨닫고 경악하지만, 켈빈은 그녀에게 이 마지막 사기에 참여하여 소년의 어머니가 떠난 이후 이솔드가 키우는 것을 돕고 있던 그의 아들 토르를 인질로 잡도록 설득한다. 이솔드가 켈빈의 보험금을 받기 위해 보험 사무실을 방문했을 때, 홀트는 영화의 오프닝 장면을 반복하듯이, 그녀가 기대하는 100만 달러 전액을 지급할 수 없으며, 그의 자동차의 블루 북 가치(1500달러)만 지급할 수 있다고 통보한다. 그녀는 화를 내며 떠난다. 홀트가 이솔드에게 살인 공범으로 폭로하지 않은 것이 다행이라고 말하자, 그녀는 오빠가 토르를 데려갔다고 말한다. 감동하고 걱정한 홀트는 그녀의 수표를 하루 보류(다음 날 은행에 다시 오도록 함)하고, 보험 증서의 보험 대상 이름을 "켈빈 앤더슨"에서 "프레더릭 맥브라이드"로 변경한다.
다음 날 이솔드는 수표를 현금으로 바꾸고 대여 금고를 연다. 그 안에 그녀와 오빠의 어린 시절 사진을 넣는다. 그녀는 켈빈이 토르와 함께 머물고 있는 모텔로 돌아가, 나머지 돈을 대여 금고에 넣어두었으니 토르와 함께 떠날 수 있다고 그를 설득하려 한다. 켈빈은 믿지 않고, 토르와 함께 차에 탄다. 그런데 뒷좌석에서 홀트가 총을 겨누고 있는 것을 발견한다. 홀트는 이솔드에게 소년과 함께 떠나라고 말하고 "프레드"는 차의 안전벨트를 매고(차를 충돌시키려 한다는 신호) 속도를 낸다. 켈빈은 차를 충돌시켜 두 남자 모두 죽고, 이솔드는 조작된 생명보험 증서의 전액 보험금을 받는다.
영화는 에이브가 영화 초반에 보험 회사의 광고에 나왔던 해변과 동일하게 천국을 암시하는 해변을 걷는 장면으로 끝이 난다. 크레딧이 올라간다.

## 캐스트
- 포리스트 휘터커 - 에이브 홀트
- 제러미 레너 - 프레드 맥브라이드
- 줄리아 스타일스 - 이졸드 맥브라이드
- 피터 코요테 - 프랭크